# 杀生
杀生是指殺害生命，一般指殺死動物。

## 詞語解釋
殺生一詞最早見諸《漢書·公孫弘傳》，此中「殺生」是指「殺之或使之生」，而非殺害生命。

## 佛教戒律
在佛教中，對屠宰和屠宰业者持谴责态度，列為十惡之首。部派佛教要求在家居士應當盡量持五戒，首戒就是不殺生，一般允许出家僧人食用三净肉，三淨肉是出家僧人可以食用之肉需要滿足的三個條件，要求此肉來自沒有看見為自己屠殺的動物，沒有聽說為自己屠殺的動物，不懷疑他人為自己宰殺的動物。
大乘佛教如來藏學派认为一切众生皆有佛性，根本上反对一切杀生，直接殺、指使殺、間接導致殺。漢傳佛教常以因果報應之說戒人殺生，《夷堅志》蒐錄大量殺生惡報故事，例如〈張翁殺蠶〉〈員一郎馬〉。在沙門傳統中，甚至連無故傷害植物也是被禁止的，但在各個宗教中有不同的解釋；如植物在佛教中不屬於有情眾生，但傷害植物會連帶傷害居住在植物上的眾生，故爲出家人制戒禁止；耆那教則認為植物也是有情生命，故不可傷害，甚至果蔬也只能食用其自落於地者，而不可自己攀折取用。

## 儒家道義
儒家講仁愛，有君子遠庖廚之說，不忍看見被屠宰的牲畜，聽聞其叫聲不忍食其肉。